# Тврдимићи
Тврдимићи су насељено мјесто у општини Источно Ново Сарајево, град Источно Сарајево, Република Српска, БиХ. Према попису становништва из 2013. у насељу је живјело свега 15 становника.

## Становништво
Према попису становништва из 1991. године, мјесто је имало 47 становника.

## Знамените личности
- Срђан Кнежевић, командант јединице Бели вукови у саставу Војске Републике Српске
- Зоран Кулина, српски пјевач